# Daron Malakian
Daron Malakian, Daron Vartan Malakian (Los Angeles, 1975. július 18. –) örmény származású amerikai gitáros, énekes, billentyűs és zeneszerző. A System of a Down és a Scars on Broadway zenekarok tagja. A System tagjai közül ő az egyetlen, aki már Amerikában született. Malakian a 30. helyen található a Minden Idők Legjobb Heavy Metal Gitárosainak listáján.

## Előélete
Fiatalabb korában dobolni szeretett volna, de mivel egy kis lakásban laktak, a szülei nem tudtak neki venni egy felszerelést. Fazekakon és edényeken játszott, mielőtt gitározni kezdett volna. Gitáron először 11 éves korában kezdett játszani, azonban mostanság is nagyon szeret dobolni. A  Rose és Alex Pilibos örmény főiskolában végezte tanulmányait, bár elmondása szerint nem volt a legjobb tanuló. Egy 2008-as interjúban azt is elmondta, hogy diákkorában is énekelt és játszott különböző együttesekben, illetve, hogy elsősorban énekesnek tartja magát. Professional People Haternek (professzionális embergyűlölő) nevezi magát, hiszen néha nagyon nem szereti az emberi kontaktust. Kedvenc "hősei" Charles Manson és Mahátma Gandhi. Szinte mindenféle stílusban talál számára hallgatható zenét, így például egészen a Slayertől Madonnáig.

## Pályafutása

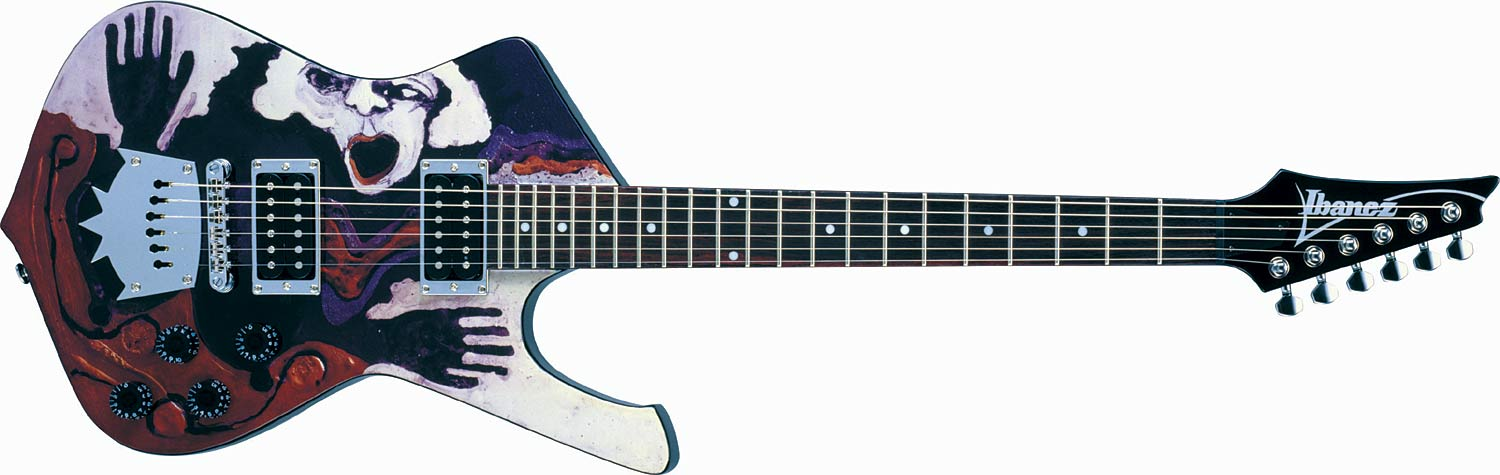
Daron Malakian gitárja

1993-ban Serj Tankian-nal megalapította a Soil nevű együttest (ez nem összetévesztendő a chicagói SOiL zenekarral), amit később felváltott a System of a Down. A System 2006-ban szünetet tartott, de 2010-ben bejelentették, hogy a rá következő évtől újra folytatják a zenélést. Jelenleg is tart a System visszatérő turnéja.
A System mellett, Malakian tagja a Scars on Broadway nevű formációnak is, amely 2003-ban alakult. Itt együtt zenél System-es társával, John Dolmayan-al, valamint Franky Perez-el (ritmusgitár/háttérvokál), Dominic Cifarelli-vel (basszusgitár) és Danny Shamoun-al (billentyű/ritmusszekció). A Scars on Broadway első, cím nélküli nagylemeze 2008-ban jelent meg.
Van egy lemezkiadója, az eatURmusic, valamint többször producerkedik is.
Gitárja egy rendelésre gyártott Ibanez Iceman IC300.

## Diszkográfia

### System of a Down
- System of a Down (1998)
- Toxicity (2001)
- Steal This Album! (2002)
- Mezmerize (2005)
- Hypnotize (2005)

### Scars on Broadway
- Scars on Broadway (2008)
- Dictator (2018)

### Mint producer
- Amen – Death Before Musick (2004)[7] 
Bad Acid Trip – Lynch the Weirdo (2004)[8]

## Díjai
- 2002-ben Grammy-díj-ra jelölték a "Chop Suey!" című számukat a Legjobb Metal Előadás kategóriában.
- 2005-ben a System of a Down megnyerte első Grammy-díját a "B.Y.O.B."-vel a Legjobb Hard Rock Előadás kategóriában.
- 2006-ban megnyerték az MTV Good Woodie Award-ot a "Question"-nel.
- 2007-ben Grammy-díjra jelölték a "Lonely Day" című számukat a Legjobb Hard Rock Előadás kategóriában.

## További információ
- Hivatalos oldal
- Daron Malakian a Facebookon
- Daron Malakian az Internet Movie Database-ben (angolul)
- A System of a Down hivatalos weboldala
- A Scars on Broadway hivatalos weboldala